# Vacancy 2: The First Cut
Vacancy 2: The First Cut es una película de 2009 directamente para vídeo de terror/thriller dirigida por Eric Bross, protagonizada por Agnes Bruckner, Trevor Wright, David Moscow, y Gwendoline Yeo. Es la precuela de Vacancy de 2007.

## Sinopsis
La historia comienza cuando una pareja asiática se registra en Meadow View Inn para una noche de descanso, con el objetivo de los dueños de grabarlos mientras tienen sexo. Hasta que una noche un hombre llega con una prostituta, él la asesina y llegan los encargados y lo golpean dejándolo inconsciente y amarrado a una silla. Cuando él despierta se le ocurre la idea de matar a las personas que se hospedaban en el motel y grabarlos debido a que el negocio de los videos porno ya no era tan rentable. 
Ahí es cuando comienza la historia al llegar una pareja y su amigo se mudaba desde Chicago, Caleb descubre lo que tramaban es entonces cuando deciden escapar pero hacen lo posible para matarlos, logrando asesinar a uno de los chicos en presencia de los demás. Al huir logran asesinar a Caleb dejando a Jessica sola con los asesinos. 
Logran atrapar a la sobreviviente pero esta puede escapar, escondiéndose debajo de la casa en donde se encuentran todos los cuerpos inertes, pero uno de los encargados entra en donde estaba. Jessica de una forma ingeniosa logra enterrarle el cuchillo en el cuello.
Gordon en tanto la busca en el lago pero ella estaba escondida debajo con una escopeta logrando exitosa mente su cometido, Smith escucha el disparo es entonces cuando va en busca de su compañero encontrándolo muerto, buscó en el resto del motel y la encontró pero nuevamente logró librarse de él echándole gasolina encima y quemándolo. 
A la mañana siguiente va a la policía para comentar lo que había sucedido pero al llegar la policía allí, no encuentra nada Smith logró sobrevivir al fuego comenzando así una serie de asesinatos en el futuro.

## Elenco
- Agnes Bruckner como Jessica.
- Trevor Wright como Caleb.
- David Moscow como Gordon.
- Arjay Smith como Tanner.
- Scott G. Anderson como Smith.
- Beau Billingslea como Otis.
- Brian Klugman como Reece.
- Gwendoline Yeo como Bride.
- Nelson Lee como Groom.

## Banda sonora
Se escribieron 64 minutos de música, se interpretó, se grabó, y se mezcló por Jerome Dillon, con el ingeniero Ryan Kull, en su estudio casero para la banda sonora.

## Lanzamiento
Fue lanzada directamente para vídeo el 20 de enero de 2009. Las críticas fueron medianas y mediocres.